# Sociokultur
Sociokultur innebär samspel och samarbete mellan människor där en sociokulturell individ utvecklar sina grundläggande kognitiva färdigheter, det vill säga sin uppfattning om sig själv och andra människor. Det sociokulturella sammanhanget anses vara av stor betydelse för individens utveckling.
En som utvecklat den sociokulturella teorin i Sverige är Roger Säljö. Vidare menar Säljö att lärandet sker i interaktion mellan individer och att man i ett sociokulturellt perspektiv ”intresserar sig för hur individ och grupp tillägnar sig och utnyttjar fysiska och kognitiva resurser” (Säljö 2000)
I ett sociokulturellt perspektiv på lärande är det den sociala omgivningen och kulturen som är det mest avgörande i detta perspektiv för hur individens lärande och utveckling sker. Det kulturella minnet och artefakter, kulturella redskap, är det som för mänskligheten framåt. Något som gör människan unik som art är att vi kan lånas varandras artefakter och använda dessa som våra egna artefakter.(Säljö 2000) Språket anses ha vuxit ihop med tanken och är huvudartefakten i lärandet.